# Jugosławia na Zimowych Igrzyskach Olimpijskich 1992
Jugosławię na Zimowych Igrzyskach Olimpijskich 1992 reprezentowało 25 zawodników: dwudziestu dwóch mężczyzn i trzech kobiet. Był to czternasty start reprezentacji Jugosławii na zimowych igrzyskach olimpijskich.
Na tych igrzyskach reprezentacja Jugosławii po raz pierwszy w historii wystąpiła bez sportowców z Chorwacji i Słowenii, gdyż te kraje ogłosiły niepodległość 25 czerwca 1991 roku i jako pierwsze wystąpiły z federacji jugosłowiańskiej. W tych krajach niedługo po ogłoszeniu niepodległości zostały sformowane narodowe komitety olimpijskie i zostały jeszcze przed igrzyskami uznane przez Międzynarodowy Komitet Olimpijski dzięki czemu zostały zaproszone do udziału na zimowych igrzyskach olimpijskich. W reprezentacji zabrakło również sportowców pochodzących z Macedonii, jednak sportowcy stamtąd pochodzący nie brali udziału na tych igrzyskach, gdyż nie wystawiono reprezentacji (Macedonia zadebiutowała w tym samym roku na letnich igrzyskach olimpijskich). W związku z tym na igrzyskach Jugosławię reprezentowali Bośniacy (którzy jeszcze w tym samym roku wystąpili z federacji jugosłowiańskiej), Serbowie i Czarnogórcy.
Były to ostatnie igrzyska olimpijskie w którym brała udział reprezentacja "starej" Jugosławii. Z powodu sankcji międzynarodowych Jugosławia nie została dopuszczona do startu na Letnich Igrzyskach Olimpijskich 1992 jako ekipa narodowa (ostatecznie sportowcy z tego kraju wystąpili jako niezależna ekipa posługując się flagą olimpijską) a także nie dopuszczono tego kraju do startu na Zimowych Igrzyskach Olimpijskich 1994. Reprezentacja "nowej" Jugosławii złożona wyłącznie z Serbów i Czarnogórców na igrzyskach olimpijskich zadebiutowała podczas letniej edycji w 1996 po zakończeniu wojny w Jugosławii.

## Skład reprezentacji

### Narciarstwo alpejskie
Mężczyźni
| Zawodnik          | Konkurencja   | Wyścig 1          | Wyścig 2 | Suma              | Suma    |
| Zawodnik          | Konkurencja   | Czas              | Czas     | Czas              | Miejsce |
| ----------------- | ------------- | ----------------- | -------- | ----------------- | ------- |
| Igor Latinović    | Supergigant   |                   |          | Nie ukończył      | –       |
| Zoran Perušina    | Supergigant   |                   |          | 1:25.23           | 72      |
| Edin Terzić       | Supergigant   |                   |          | 1:24.70           | 69      |
| Enis Bećirbegović | Supergigant   |                   |          | 1:24.15           | 67      |
| Igor Latinović    | Slalom gigant | Zdyskwalifikowany | –        | Zdyskwalifikowany | –       |
| Enis Bećirbegović | Slalom gigant | Nie ukończył      | –        | Nie ukończył      | –       |
| Rejmon Horo       | Slalom gigant | Nie ukończył      | –        | Nie ukończył      | –       |
| Zoran Perušina    | Slalom gigant | 1:18.95           | 1:17.07  | 2:36.02           | 58      |
| Enis Bećirbegović | Slalom        | Nie ukończył      | –        | Nie ukończył      | –       |
| Rejmon Horo       | Slalom        | Nie ukończył      | –        | Nie ukończył      | –       |
| Slađan Ilić       | Slalom        | 1:11.48           | 1:08.59  | 2:20.07           | 46      |
| Zoran Perušina    | Slalom        | 1:01.43           | 1:03.11  | 2:04.54           | 42      |

Kombinacja mężczyzn
| Zawodnik       | Zjazd   | Slalom       | Slalom | Suma         | Suma    |
| Zawodnik       | Czas    | Czas 1       | Czas 2 | Punkty       | Miejsce |
| -------------- | ------- | ------------ | ------ | ------------ | ------- |
| Zoran Perušina | 2:14.19 | Nie ukończył | –      | Nie ukończył | –       |
| Edin Terzić    | 1:59.90 | Nie ukończył | –      | Nie ukończył | –       |
| Igor Latinović | 1:58.57 | Nie ukończył | –      | Nie ukończył | –       |

Kobiety
| Zawodniczka        | Konkurencja   | Wyścig 1 | Wyścig 2          | Suma              | Suma    |
| Zawodniczka        | Konkurencja   | Czas     | Czas              | Czas              | Miejsce |
| ------------------ | ------------- | -------- | ----------------- | ----------------- | ------- |
| Marina Vidović     | Supergigant   |          |                   | 1:34.35           | 41      |
| Vesna Dunimagloska | Slalom gigant | 1:24.02  | Zdyskwalifikowana | Zdyskwalifikowana | –       |
| Marina Vidović     | Slalom gigant | 1:16.72  | 1:16.46           | 2:33.18           | 33      |
| Vesna Dunimagloska | Slalom        | 1:04.26  | 59.52             | 2:03.78           | 34      |
| Marina Vidović     | Slalom        | 57.99    | 53.47             | 1:51.46           | 31      |

Kombinacja kobiet
| Zawodniczka    | Zjazd         | Slalom        | Slalom | Suma          | Suma    |
| Zawodniczka    | Czas          | Czas 1        | Czas 2 | Punkty        | Miejsce |
| -------------- | ------------- | ------------- | ------ | ------------- | ------- |
| Arijana Boras  | Nie ukończyła | –             | –      | Nie ukończyła | –       |
| Marina Vidović | 1:35.82       | Nie ukończyła | –      | Nie ukończyła | –       |

### Biathlon
Mężczyźni
| Konkurencja  | Zawodnik         | Pudła | Czas    | Miejsce |
| ------------ | ---------------- | ----- | ------- | ------- |
| 10 km Sprint | Tomislav Lopatić | 3     | 34:30.1 | 87      |
| 10 km Sprint | Zoran Ćosić      | 2     | 33:14.6 | 86      |
| 10 km Sprint | Admir Jamak      | 2     | 33:08.8 | 85      |
| 10 km Sprint | Mladen Grujić    | 3     | 30:27.6 | 76      |

| Konkurencja   | Zawodnik         | Czas      | Pudła | Skorygowany czas | Miejsce |
| ------------- | ---------------- | --------- | ----- | ---------------- | ------- |
| Bieg na 20 km | Tomislav Lopatić | 1'06:35.8 | 8     | 1'14:35.8        | 85      |
| Bieg na 20 km | Admir Jamak      | 1'14:09.6 | 0     | 1'14:09.6        | 84      |
| Bieg na 20 km | Zoran Ćosić      | 1'05:12.8 | 4     | 1'09:12.8        | 81      |
| Bieg na 20 km | Mladen Grujić    | 1'02:40.6 | 6     | 1'08:40.6        | 79      |

Sztafeta mężczyzn 4 x 7,5 km
| Zawodnicy                                              | Wyścig | Wyścig    | Wyścig  |
| Zawodnicy                                              | Pudła  | Czas      | Miejsce |
| ------------------------------------------------------ | ------ | --------- | ------- |
| Mladen Grujić Tomislav Lopatić Zoran Ćosić Admir Jamak | 0      | 1'38:40.2 | 19      |

### Bobsleje
| Osada | Zawodnicy                            | Konkurencja | Ślizg 1 | Ślizg 1 | Ślizg 2 | Ślizg 2 | Ślizg 3 | Ślizg 3 | Ślizg 4 | Ślizg 4 | Suma    | Suma    |
| Osada | Zawodnicy                            | Konkurencja | Czas    | Miejsce | Czas    | Miejsce | Czas    | Miejsce | Czas    | Miejsce | Czas    | Miejsce |
| ----- | ------------------------------------ | ----------- | ------- | ------- | ------- | ------- | ------- | ------- | ------- | ------- | ------- | ------- |
| YUG-1 | Borislav Vujadinović Miro Pandurević | Dwójki      | 1:02.22 | 29      | 1:02.43 | 29      | 1:02.73 | 30      | 1:02.73 | 30      | 4:10.11 | 29      |
| YUG-2 | Dragiša Jovanović Ognjen Sokolović   | Dwójki      | 1:02.67 | 35      | 1:02.97 | 34      | 1:02.94 | 33      | 1:02.81 | 32      | 4:11.39 | 34      |

| Osada | Zawodnicy                                                          | Konkurencja | Ślizg 1 | Ślizg 1 | Ślizg 2 | Ślizg 2 | Ślizg 3 | Ślizg 3 | Ślizg 4 | Ślizg 4 | Suma    | Suma    |
| Osada | Zawodnicy                                                          | Konkurencja | Czas    | Miejsce | Czas    | Miejsce | Czas    | Miejsce | Czas    | Miejsce | Czas    | Miejsce |
| ----- | ------------------------------------------------------------------ | ----------- | ------- | ------- | ------- | ------- | ------- | ------- | ------- | ------- | ------- | ------- |
| YUG-1 | Zdravko Stojnić Dragiša Jovanović Miro Pandurević Ognjen Sokolović | Czwórki     | 1:00.16 | 26      | 1:00.28 | 24      | 1:00.59 | 26      | 1:00.27 | 24      | 4:01.30 | 24      |

### Biegi narciarskie
Mężczyźni
| Konkurencja                          | Zawodnik              | Wyścig       | Wyścig  |
| Konkurencja                          | Zawodnik              | Czas         | Miejsce |
| ------------------------------------ | --------------------- | ------------ | ------- |
| Bieg na 10 km stylem klasycznym      | Bekim Babić           | 37:55.9      | 101     |
| Bieg na 10 km stylem klasycznym      | Momo Skokić           | 36:48.4      | 94      |
| Bieg na 10 km stylem klasycznym      | Aleksandar Milenković | 35:47.0      | 87      |
| Bieg pościgowy 15 km stylem dowolnym | Momo Skokić           | Nie ukończył | –       |
| Bieg pościgowy 15 km stylem dowolnym | Bekim Babić           | 56:34.8      | 89      |
| Bieg pościgowy 15 km stylem dowolnym | Aleksandar Milenković | 52:38.8      | 75      |
| Bieg na 30 km stylem klasycznym      | Momo Skokić           | Nie ukończył | –       |
| Bieg na 30 km stylem klasycznym      | Bekim Babić           | 2'06:09.4    | 82      |
| Bieg na 30 km stylem klasycznym      | Aleksandar Milenković | 1'57:57.4    | 80      |
| Bieg na 50 km stylem dowolnym        | Momo Skokić           | Nie ukończył | –       |
| Bieg na 50 km stylem dowolnym        | Aleksandar Milenković | 2'34:31.1    | 65      |

### Saneczkarstwo
Mężczyźni
| Zawodnik         | Ślizg 1 | Ślizg 1 | Ślizg 2 | Ślizg 2 | Ślizg 3 | Ślizg 3 | Ślizg 4 | Ślizg 4 | Suma     | Suma    |
| Zawodnik         | Czas    | Miejsce | Czs     | Miejsce | Czas    | Miejsce | Czas    | Miejsce | Czas     | Miejsce |
| ---------------- | ------- | ------- | ------- | ------- | ------- | ------- | ------- | ------- | -------- | ------- |
| Ismar Biogradlić | 48.997  | 34      | 48.570  | 34      | 49.783  | 34      | 49.305  | 34      | 3:16.655 | 34      |
| Igor Špirić      | 48.261  | 33      | 47.947  | 33      | 48.707  | 33      | 48.508  | 30      | 3:13.423 | 33      |

### Łyżwiarstwo szybkie
Mężczyźni
| Konkurencja    | Zawodnik        | Wyścig  | Wyścig  |
| Konkurencja    | Zawodnik        | Czas    | Miejsce |
| -------------- | --------------- | ------- | ------- |
| Bieg na 500 m  | Slavenko Likić  | 43.81   | 43      |
| Bieg na 500 m  | Bajro Čenanović | 43.09   | 42      |
| Bieg na 1000 m | Slavenko Likić  | 1:28.57 | 43      |
| Bieg na 1500 m | Bajro Čenanović | 2:12.09 | 45      |
| Bieg na 5000 m | Bajro Čenanović | 8:20.30 | 36      |